# Mad Doctor
Mad Doctor is een computerspel dat werd ontwikkeld en uitgegeven door Creative Sparks. Het spel werd in 1985 uitgebracht voor de Commodore 64. In dit spel speelt de speler een doctor die zijn eigen monster moet creëren. Hiertoe heeft de doctor lichamen in zijn lab nodig die hij van het kerkhof haalt of krijgt naar het vermoorden van onschuldige voorbijgangers. Het speelveld wordt isometrisch met bovenaanzicht weergegeven.